# 工人之声
工人之声（西班牙語：Voz Obrera），前称阶级斗争，是西班牙的一个托洛茨基主义组织。该组织的意识形态是共产主义、马克思主义、列宁主义、托洛茨基主义、女性主义。该组织的政治立场是极左翼。该组织的总部位于塞维利亚。该组织出版刊物《工人之声》和《阶级斗争》。该组织是国际共产主义联盟的附属组织。